# 7548 Engström
7548 Engström là một tiểu hành tinh vành đai chính với chu kỳ quỹ đạo là 2043.4615899 ngày (5.59 năm).
Nó được phát hiện ngày 16 tháng 3 năm 1980.